# Купина багатоквіткова
Купина́ багатокві́ткова, купина́ рясноцві́та, купина́ многоцві́тна (Polygonatum multiflorum) — багаторічна трав'яниста рослина родини холодкових. Народні назви: адамів корінь, бесікір, воняк, гребінь, зілля від задишки, зілля від ряботиння, зубник, колокольчики, кукурічка, кукурудзка, кукурудза дика, куп, купека, купена, купина, ландиш, лупена, масло сорокиче, огіроч(ш)ник, півники лісові, ребро, ребро Боже, серпувник, скупія, спирт, чистотіл.

## Опис
Рослина 30-60 см заввишки. У ґрунті розташовується горизонтальне кореневище, яке нагадує чотки. На кореневищі видно рубці-смужечки від недорозвинених лускоподібних листків і круглі рубці від стебел, що відмерли. Стебло голе, округле, листки довгасті або еліптичні, біля основи трохи звужені, голі, з короткими черешками, зверху зелені, знизу сірувато-зеленуваті, 10-11 см завдовжки, 4-4,5 см завширшки. Квітконіжки у піхвах листя з трьома — п'ятьма квітками, голі, оцвітина біла, звужена над зівом, вгорі трохи розширена, з шістьма зеленуватими, відігнутими на кінцях зубцями, які вгорі з внутрішньої сторони короткоопушені, плід — синьо-чорна ягода близько 1 см завширшки. Цвіте у травні — червні протягом місяця.

## Життєвий цикл
Навесні з верхівкової бруньки розвивається зелене стебло з черговими листками завдовжки 10-12 см, овальної форми, розташованими двома рядами та оберненими в один бік. Після цвітіння утворюється плід — зелена ягода, яка під час дозрівання забарвлюється в синювато-зелений колір.

## Поширення
- Азія
  - Західна Азія: Туреччина
  - Кавказ: Росія — Передкавказзя
  - Індійський субконтинент: Непал
- Європа
  - Північна Європа: Данія; Фінляндія; Норвегія; Велика Британія
  - Середня Європа: Австрія; Бельгія; Чехословаччина; Німеччина; Угорщина; Нідерланди; Польща; Швейцарія
  - Східна Європа: Білорусь; Російська Федерація — європейська частина; Україна
  - Південно-Східна Європа: Албанія; Болгарія; колишня Югославія; Греція; Італія; Румунія
  - Південно-Західна Європа: Франція; Іспанія

Іноді помилково вказується для Північної Америки.

### Поширення в Україні
В Україні зустрічається в Карпатах, Поліссі, Лісостепу, зрідка в степу і гірському Криму.

## Близькі види
Близький вид до купини запашної (Polygonatum odora tum) (Mill.) Druce, з якою утворює природний гібрид Polygonatum × hybridum Brügger. Відрізняється великим числом листків, розташованих більш менш горизонтально або трохи піднятих. Квітки (і відповідно, ягоди) розташовані по 3 і більше (у купини запашної в нормі не більше 2-х квіток).

## Екологія
Мешкає в тінистих мішаних лісах, чагарниках в помірній зоні і нижньому, і середньому гірських поясах Європи, Кавказу, Малої і Передньої Азії, Гімалаїв і Східної Азії.
Запилюється джмелями, бджолами і іноді маленькими метеликами. Можливе самозапилення.

## Охорона у природі
В Росії цей вид занесений до Червоних книг Вологодської, Костромської, Ростовської, Смоленської, Ярославської областей та Москви.

## Використання
У культурі як лікарська і декоративна рослина з середини XV століття. У лікарських цілях використовують як і купину лікарську. Має гібридні форми: махрові, з рожевими квітками, смугастими листям і зеленими приквітками.
Polygonatum multiflorum 'variegatum' — штучно виведена форма, по листку якої проходять біло-кремові смуги.

### У харчуванні
Товсті кореневища багаті на крохмаль і цукор. У Вірменії їх відварюють в солоній воді і їдять. На Кавказі молоді пагони, які напровесні ростуть від кореневища, споживають урівні з пагінням дикої спаржі.

## Галерея

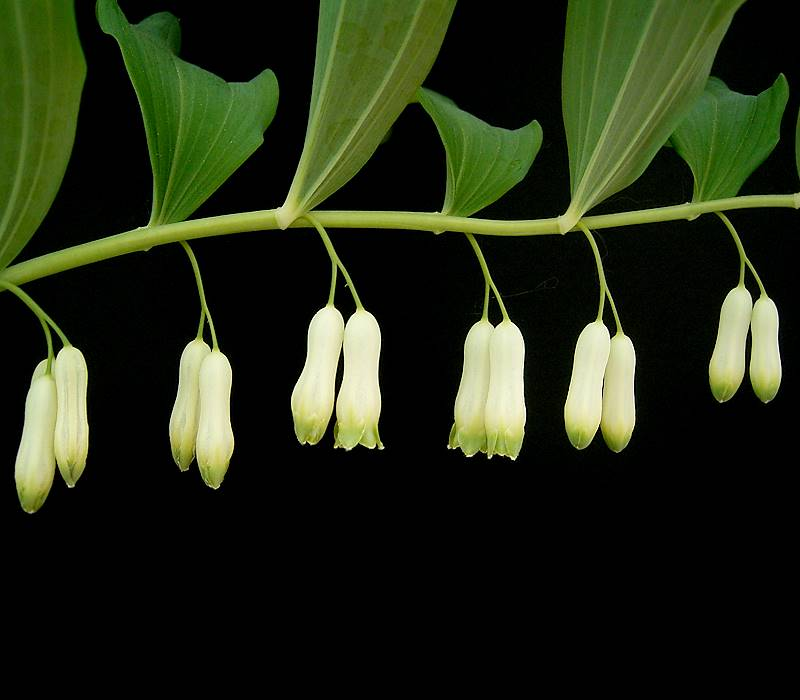
Квіти
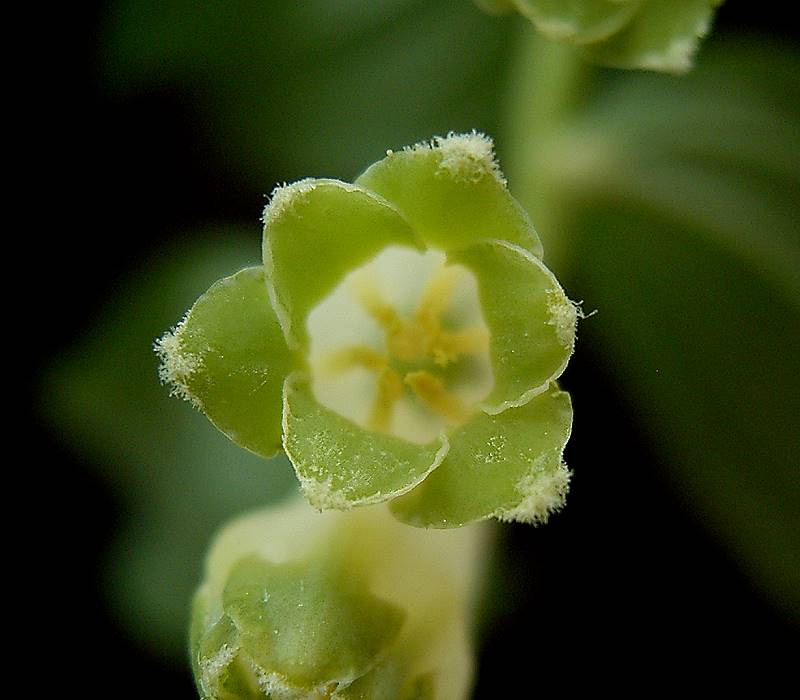
Квітка купини багатоквіткової
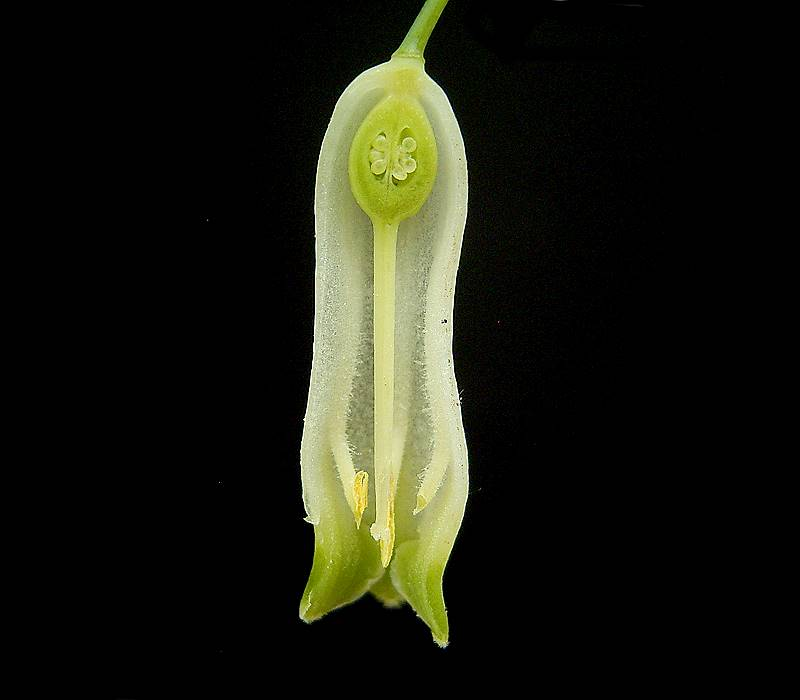
Квітка купини багатоквіткової у розрізі
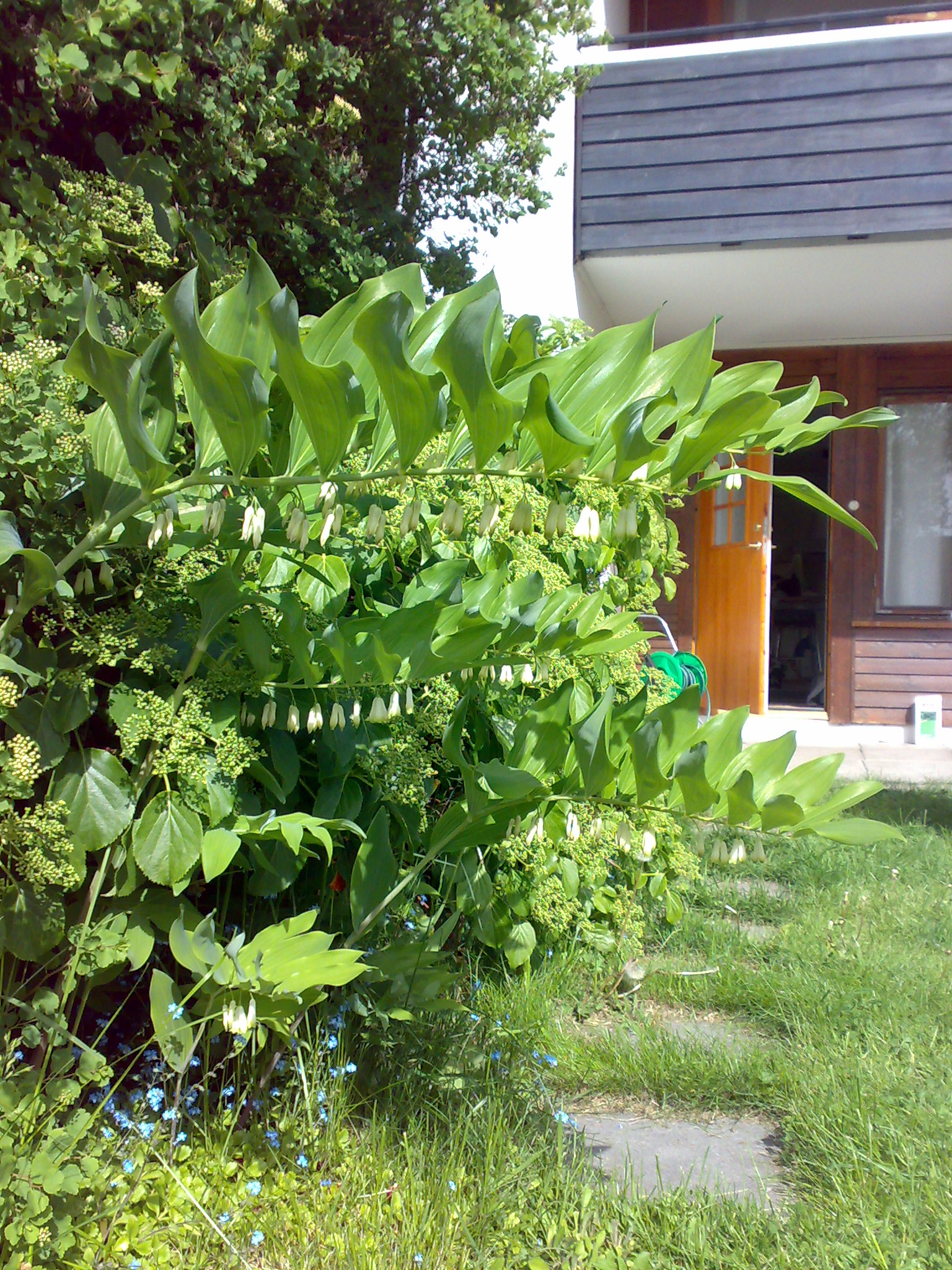
Купина багатоквіткова
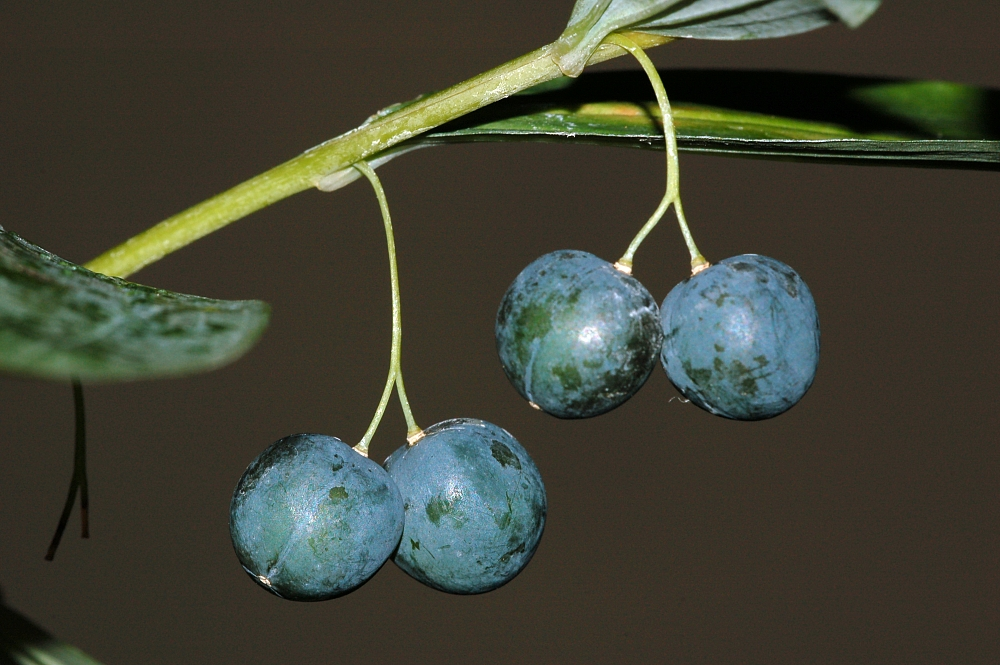
Ягоди купини багатоквіткової
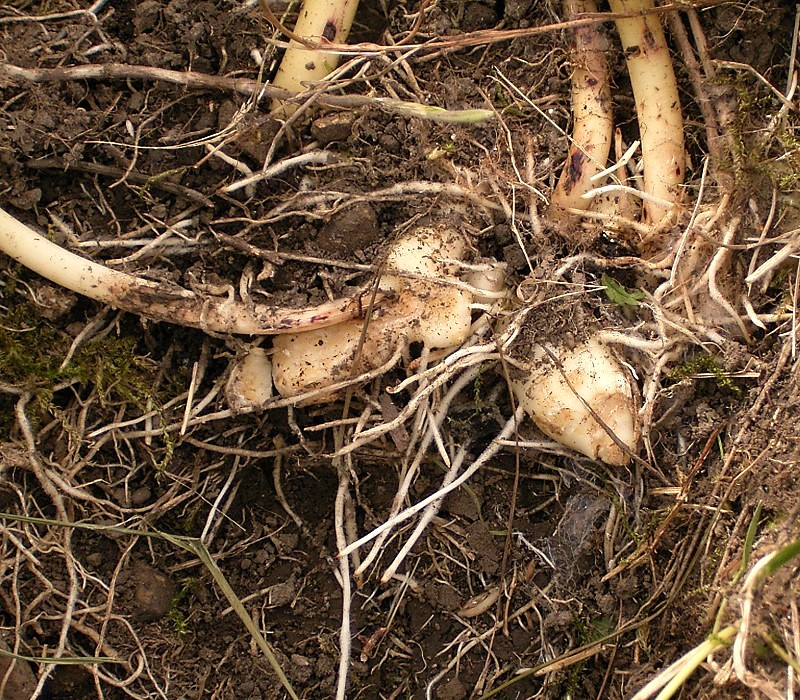
Кореневище купини багатоквіткової
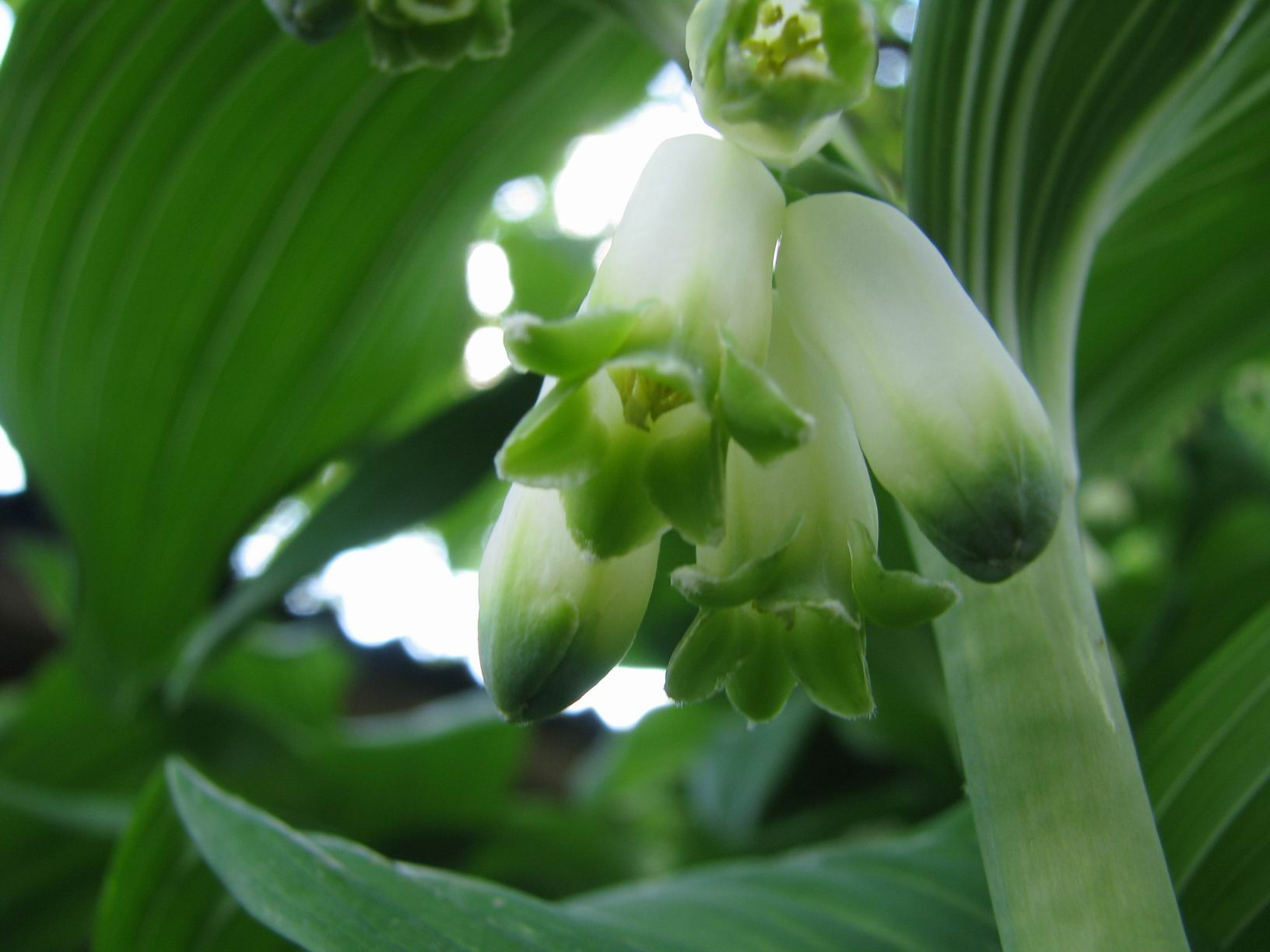
Квітки купини багатоквіткової
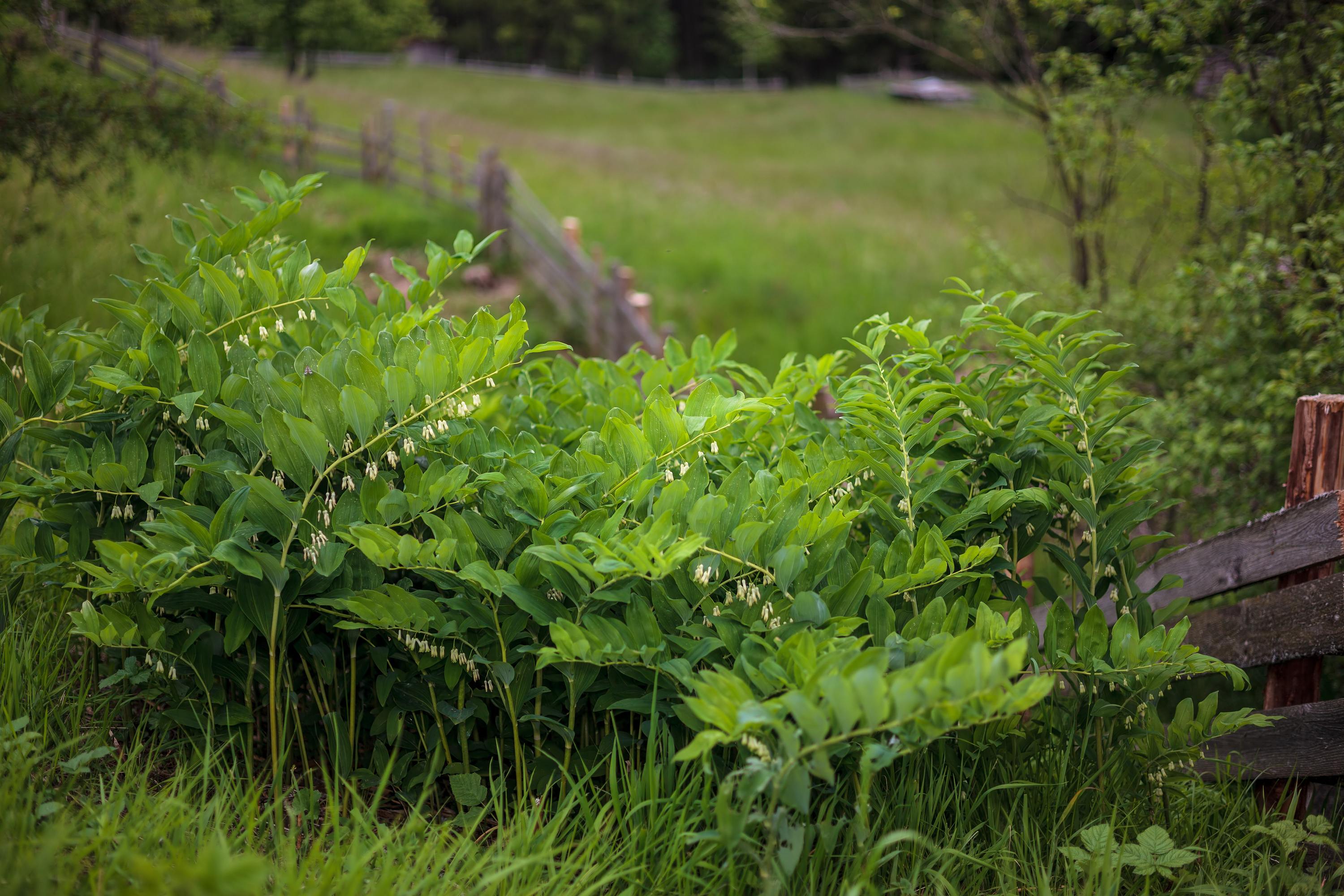
Купина багатоквіткова